# Idioma protoinuit
El protoinuit es la protolengua reconstruida de las lenguas inuit, de la que probablemente se hablaba hace 1000 años por el pueblo neoesquimal Thule. Evolucionó a partir del protoesquimal, del cual también evolucionaron las lenguas yupik.

## Fonológia
Doug Hitch propone la siguiente tabla de fonemas consonánticos:
|         | Labiales | Apicales | Laterales | Palatales | Velares | Uvulares |
| Sordas  | p        | t        | ɬ         | c         | k       | q        |
| Sonoras | v        | ʐ        | l         | j         | ɣ       | ʁ        |
| Nasales | m        | n        |           |           | ŋ       |          |

### Trabajos citados
- Dorais, Louis-Jacques (2014). The Language of the Inuit: Syntax, Semantics, and Society in the Arctic. MQUP. ISBN 978-0-7735-8176-0.
- Hitch, Doug (24 de diciembre de 2017). «Proto-Inuit Phonology» (PDF).  En Maddeaux, Ruth, ed. Toronto Working Papers in Linguistics (University of Toronto) 39. Consultado el 26 de septiembre de 2018.